# Colombey les Deux Églises

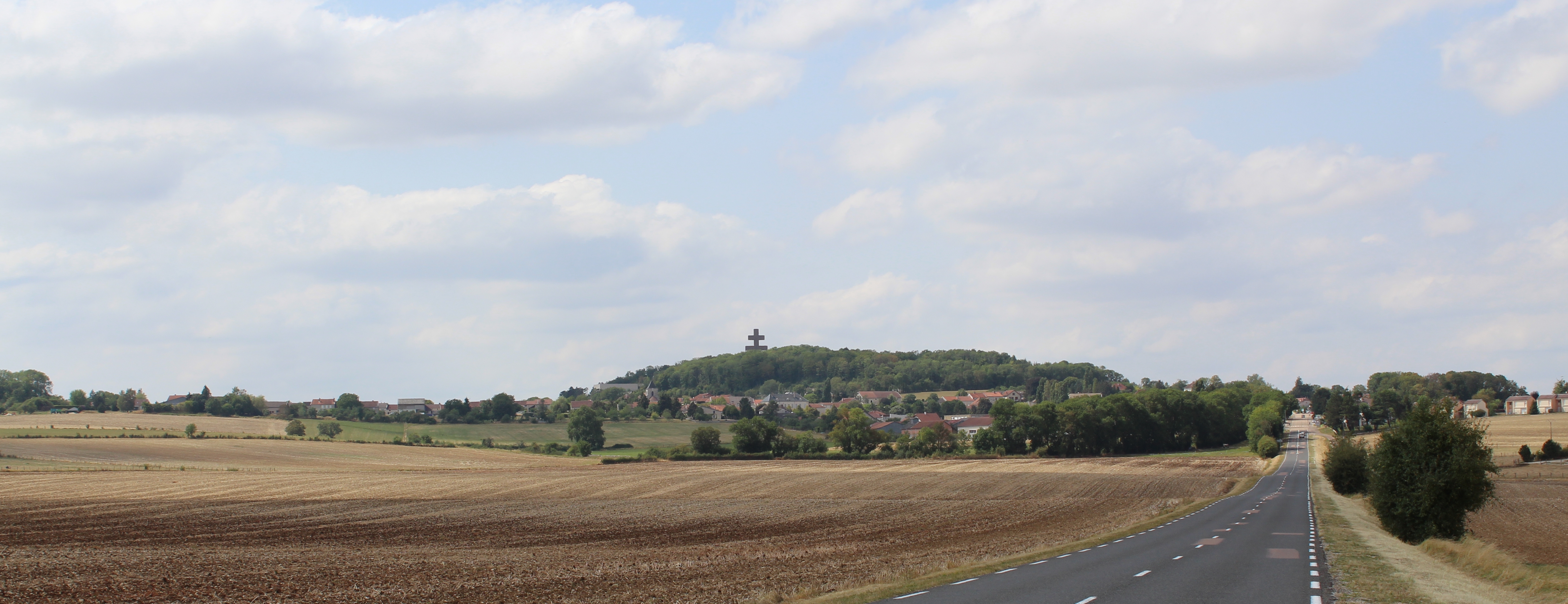
Colombey-les-Deux-Églises mit dem Lothringerkreuz

Colombey les Deux Églises [kɔlɔ̃bɛ le døz‿eɡliz] ist eine französische Gemeinde mit 666 Einwohnern (Stand 1. Januar 2022) im  Département Haute-Marne in der Region Grand Est. Sie gehört zum Arrondissement Chaumont und zum Kanton Châteauvillain.
Die Gemeinde entstand mit Wirkung vom 1. Januar 2017 als Commune nouvelle durch die Zusammenlegung der früher selbstständigen Gemeinden Colombey-les-Deux-Églises und Lamothe-en-Blaisy, die in der neuen Gemeinde den Status einer Commune déléguée einnehmen. Zur Unterscheidung von der alten Gemeinde führt die neue Gemeinde in ihrem Namen keine Bindestriche mehr.

## Lage
Die Gemeinde liegt etwa 27 Kilometer nordwestlich von Chaumont an der Grenze zum Département Aube. Im Osten der Gemeinde verläuft die obere Blaise.

## Gliederung
| Ortsteil                                          | ehemaliger INSEE-Code | Fläche (km²) | Einwohnerzahl zum 1. Januar 2022 |
| ------------------------------------------------- | --------------------- | ------------ | -------------------------------- |
| 1. Lamothe-en-Blaisy                              | 52262                 | 10,21        | 064                              |
| 2. Colombey-les-Deux-Églises (Verwaltungssitz)000 | 52140                 | 73,63        | 345                              |
| 3. Argentolles                                    | 52018                 | 73,63        | 035                              |
| 4. Biernes                                        | 52049                 | 73,63        | 041                              |
| 5. Blaise                                         | 52052                 | 73,63        | 070                              |
| 6. Champcourt                                     | 52100                 | 73,63        | 040                              |
| 7. Harricourt                                     | 52238                 | 73,63        | 041                              |
| 8. Lavilleneuve-aux-Fresnes                       | 52279                 | 73,63        | 021                              |
| 9. Pratz                                          | 52404                 | 73,63        | 09                               |

Die Ortsteile 3 bis 9 wurden bereits mit Wirkung vom 1. Januar 1973 mit Colombey-les-Deux-Églises fusioniert und trugen nach damaligen Rechtsvorschriften die Bezeichnung Commune associée. Bei der Bildung der neuen Commune nouvelle wurden diesen der Status einer Commune déléguée zuerkannt.

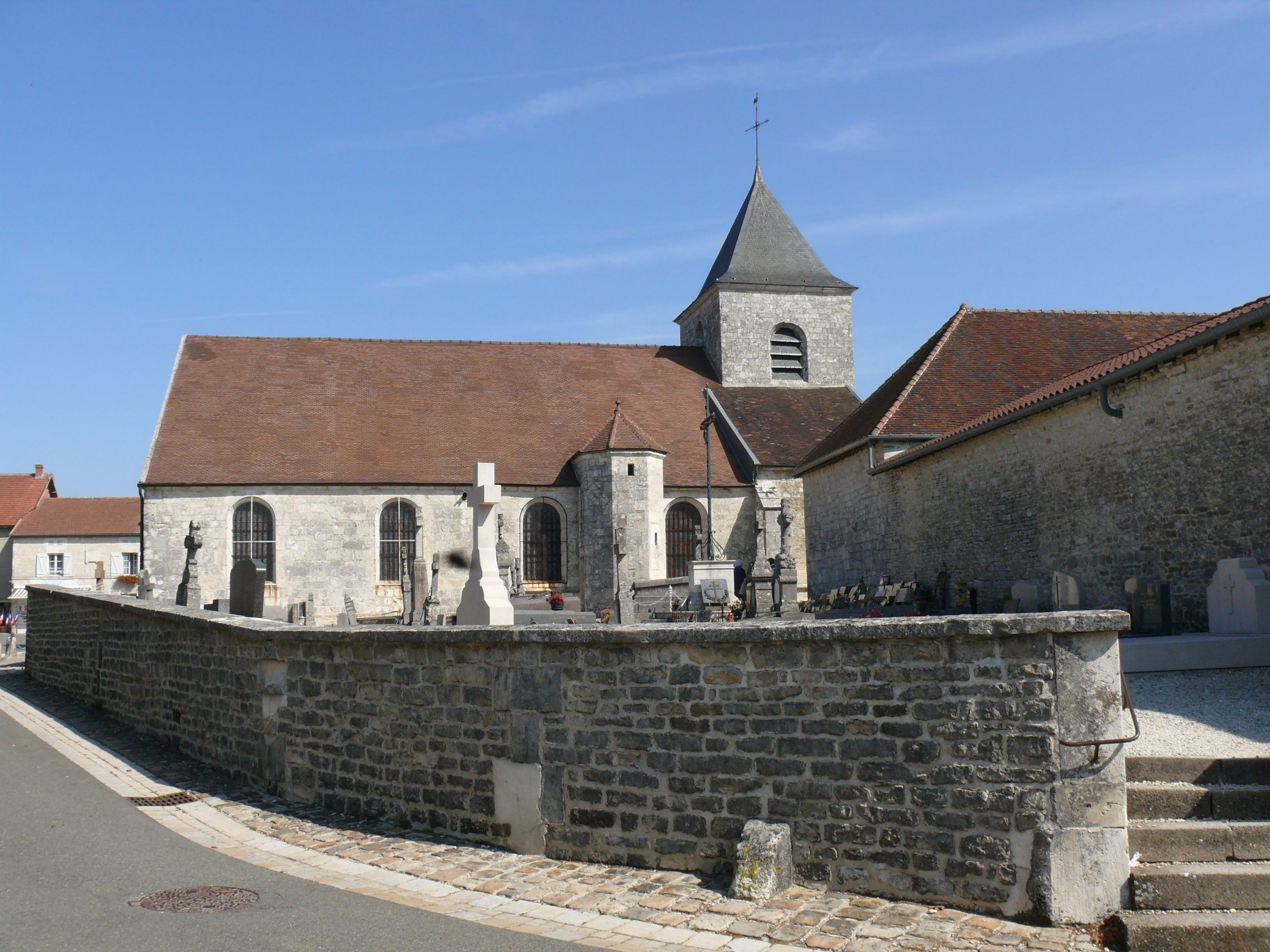
Kirche Notre-Dame-de-l’Assomption in Colombey-les-Deux-Églises

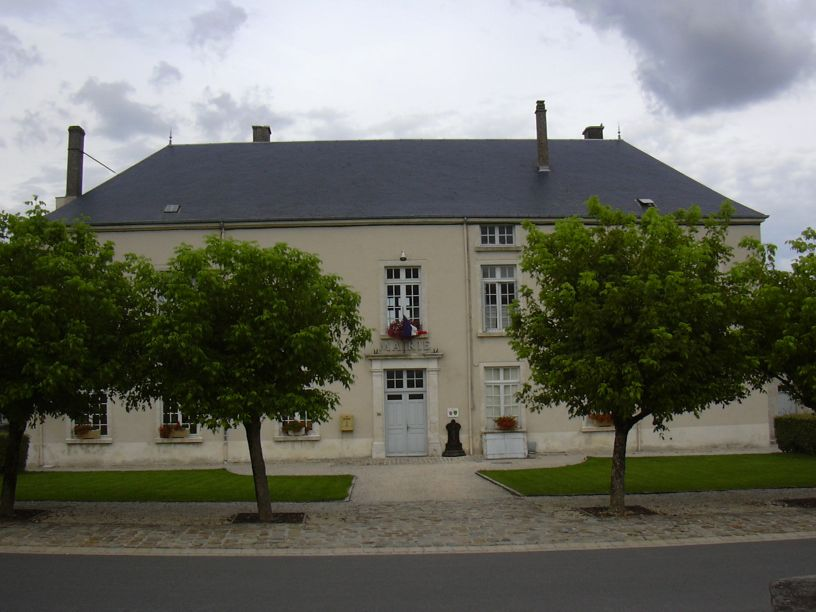
Mairie (Rathaus)

## Persönlichkeiten
Bekannt wurde der Ort durch Charles de Gaulle, der dort auf seinem langjährigen Landwohnsitz La Boisserie am 9. November 1970 starb, nachdem er sich im April 1969 als erster Präsident der Fünften Republik aus der Politik zurückgezogen hatte. Geboren wurde er am 22. November 1890 in Lille.

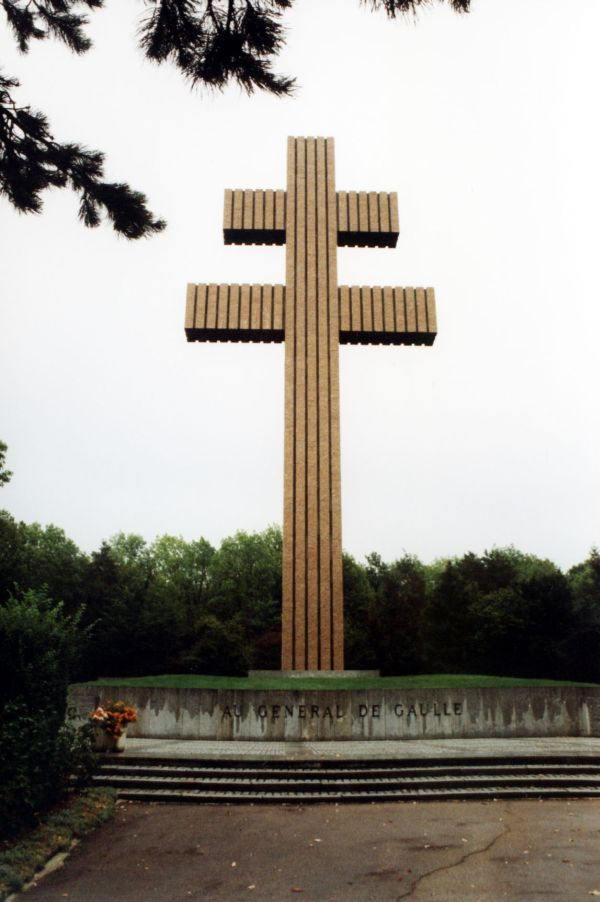
Lothringer Kreuz  als Denkmal für General de Gaulle
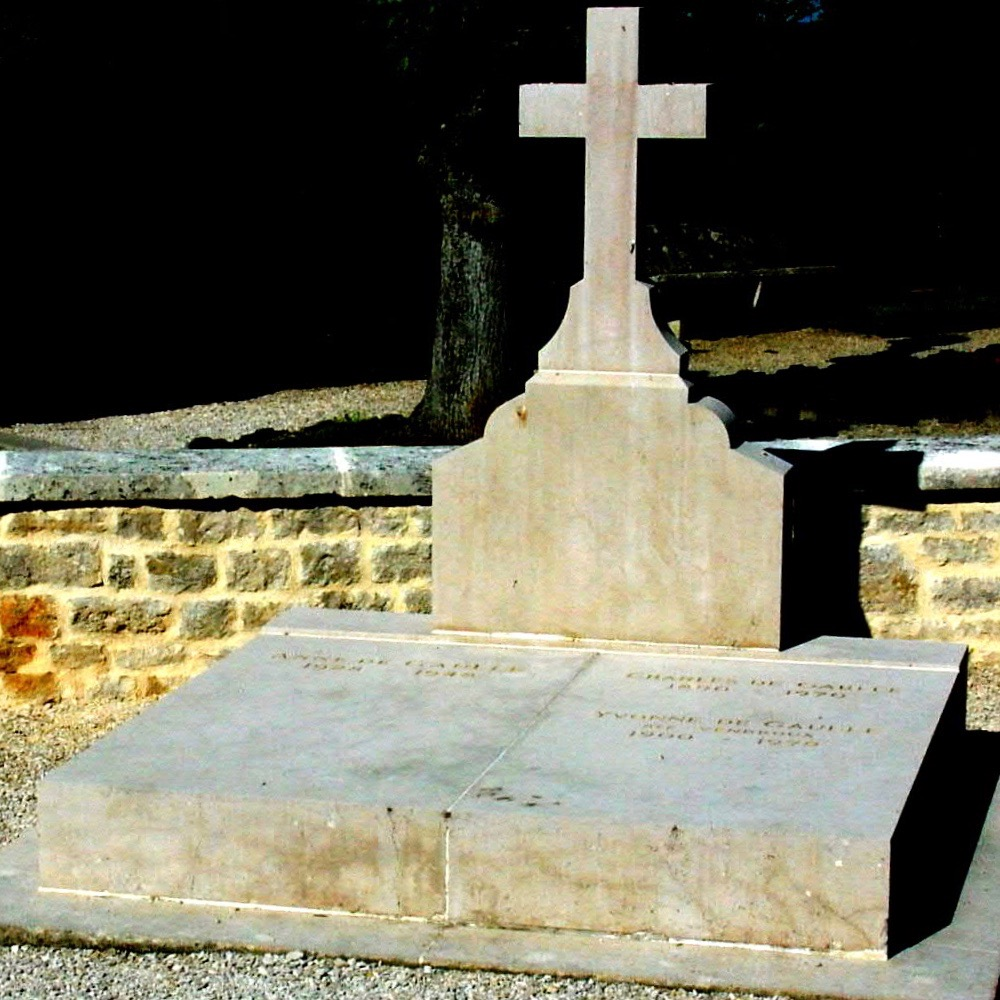
Grab des Präsidenten und Generals auf dem Friedhof von Colombey
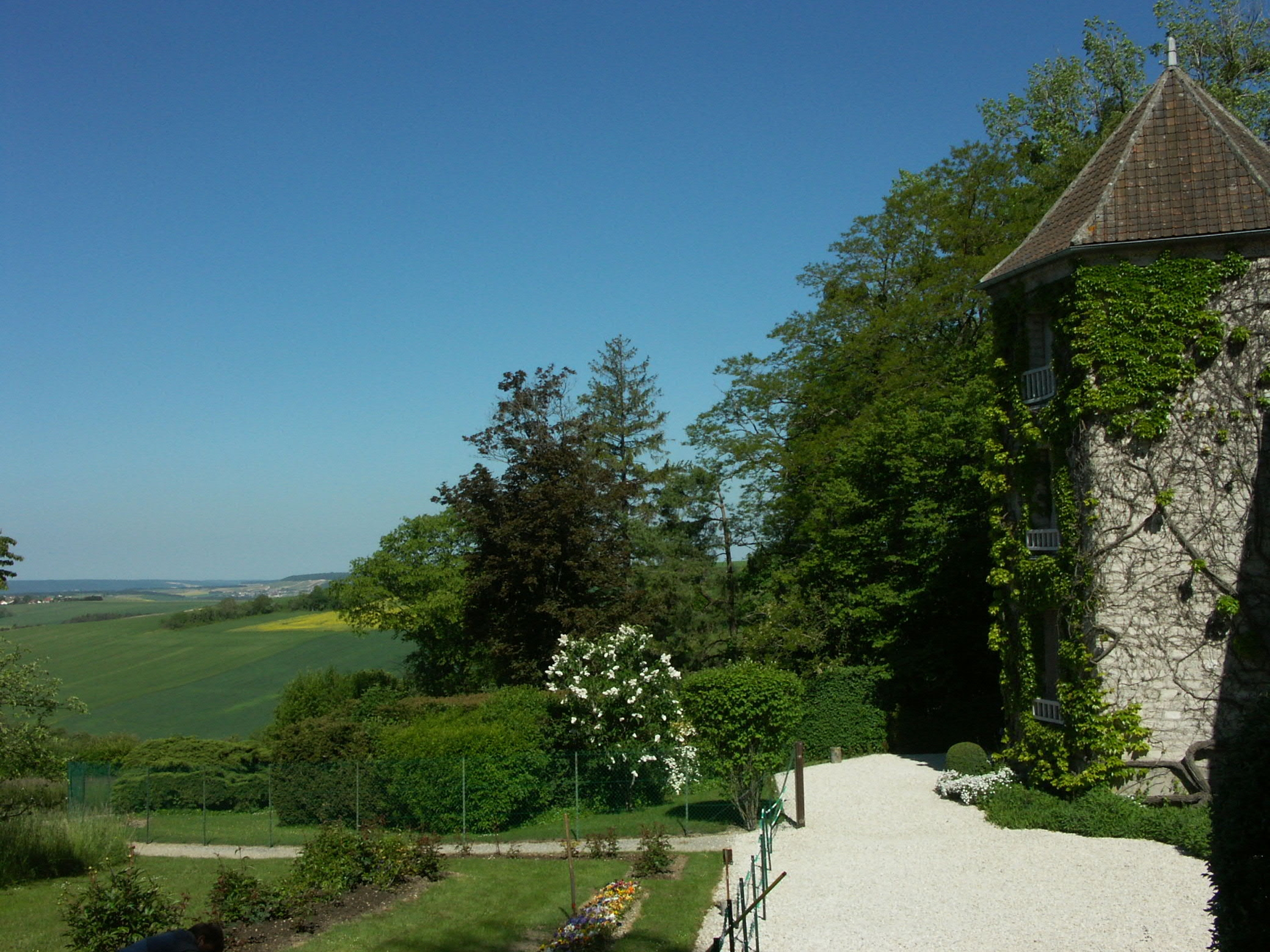
Bibliotheksturm und Blick nach Südwest
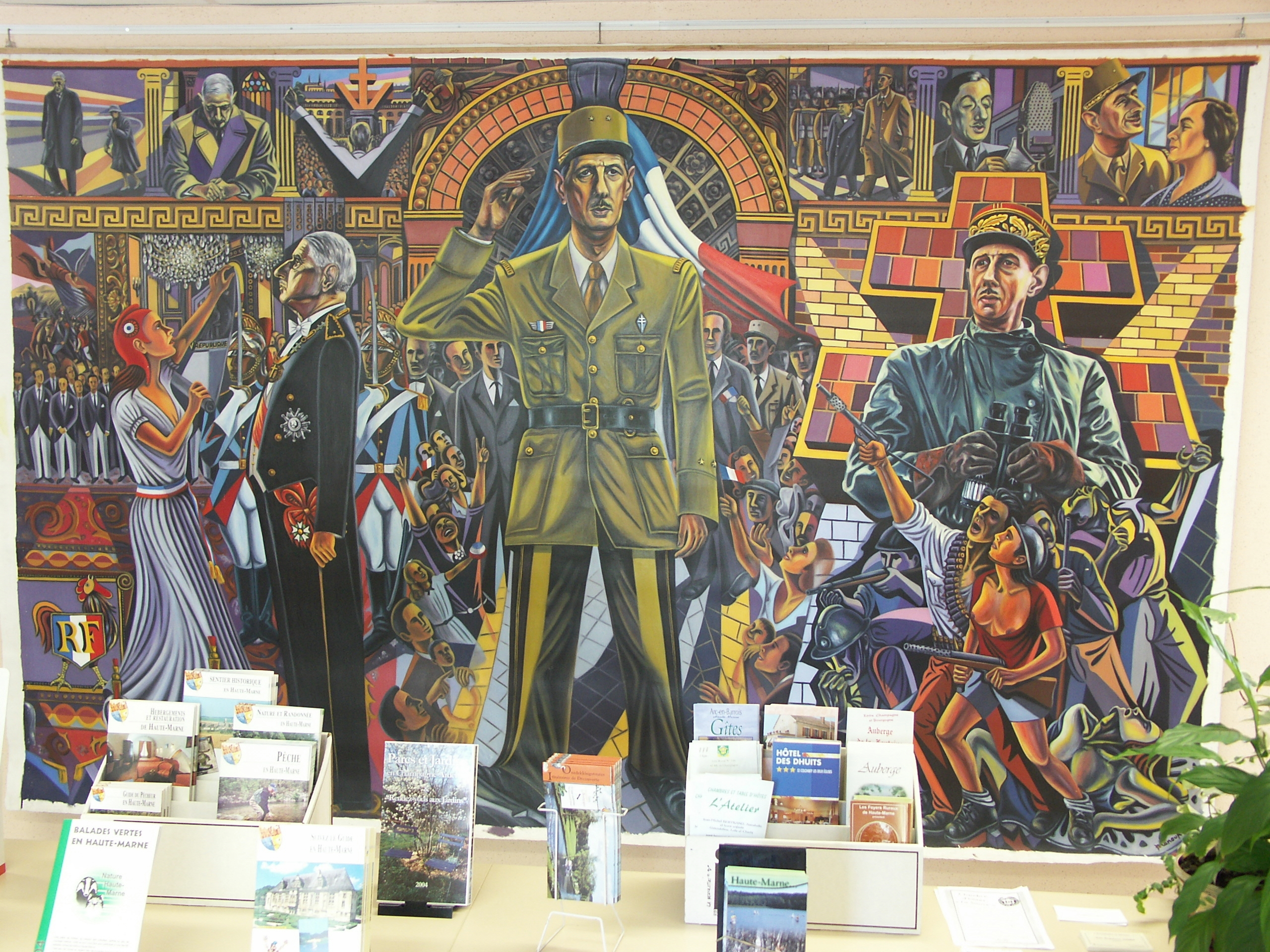
Wandbild im Office de Tourisme

Als Denkmal für General de Gaulle errichtete man 1972 ein großes Lothringer Kreuz aus Granit. Das Lothringer Kreuz war Zeichen der französischen Exilregierung im Zweiten Weltkrieg. Im Oktober 2008 wurde dort die Gedenkstätte Mémorial Charles-de-Gaulle eröffnet.
Inschriftentexte:

« EN NOTRE TEMPS LA SEULE QUERELLE QUI VAILLE EST CELLE DE L’HOMME - C’EST L’HOMME QU’IL S’AGIT DE SAUVER DE FAIRE VIVRE ET DE DEVELOPPER »

„Der einzig lohnende Kampf in unserer Zeit ist der um den Menschen; es ist der Mensch, den es zu retten, zu ernähren und zu entwickeln gilt.“

« IL EXISTE UN PACTE VINGT FOIS SECULAIRE ENTRE LA GRANDEUR DE LA FRANCE ET LA LIBERTE DU MONDE »

„Die Größe Frankreichs und die Freiheit der Welt stehen seit zwanzig Jahrhunderten im Bündnis miteinander.“

## Gemeindepartnerschaft
Assens im Schweizer Kanton Waadt ist seit 2002 Partnergemeinde von Colombey les Deux Églises.